# Uranotaenia spiculosa
Uranotaenia spiculosa är en tvåvingeart som beskrevs av EL Peyton och Rampa Rattanarithikul 1970. Uranotaenia spiculosa ingår i släktet Uranotaenia och familjen stickmyggor. Inga underarter finns listade i Catalogue of Life.